# Cinderella Love Story
Cinderella Love Story (Originaltitel: Lying to Be Perfect) ist ein kanadisch-US-amerikanischer Fernsehfilm von Regisseur Gary Harvey aus dem Jahr 2010. Die Romantikkomödie basiert auf dem Buch The Cinderella Pact von Sarah Strohmeyer.

## Handlung
Nola Devlin arbeitet als Redakteurin für das Frauenmagazin Shine, wo sie für die sehr beliebte Kolumne von Belinda Apple allein verantwortlich ist. Belinda Apple gibt Frauen Tipps in Fragen des Lifestyles. Was niemand ahnt: Sie hat Belinda Apple erfunden, weil ihre eigenen Vorschläge von ihrer Chefredakteurin nur auf Grund ihres Äußeren abgelehnt wurden. Mit ihrer neuen Identität wird die Kolumne ein voller Erfolg. Die etwas mollige Nola gerät in eine Zwickmühle, als für eine Herausgabe der gesammelten Kolumnen in Buchform die Anwesenheit der Autorin bei der Erstveröffentlichung verlangt wird. Zunächst hält sie ihre Chefredakteurin hin, doch diese erhöht den Druck.
Gleichzeitig lernt sie den äußerst attraktiven Herausgeber des Buches kennen, den ehemaligen Playboy Alex Stanson. Durch eine Verwechselung hält sie ihn jedoch für IT-Fachmann Chip. Zwischen den beiden entwickelt sich langsam ein freundschaftliches, dann ein romantisches Verhältnis. Nola, die auf Grund ihres Äußeren unter Komplexen leidet, schließt mit ihren beiden Freundinnen den Cinderella-Pakt. Alle drei wollen zusammen an Gewicht verlieren, um ihre Wunschoutfits tragen zu können.
Nach einigen Verwicklungen beschließt Nola bei der Gala zur Veröffentlichung die Rolle von Belinda zu übernehmen. Zwischenzeitlich an Gewicht verloren, wird sie zunehmend ihrem photogeshoppten Alter Ego ähnlich. Bei der Veröffentlichung des Buches entschließt sie sich aber kurzfristig ihre wahre Identität zu enthüllen.
Am Ende der Gala, kurz vor Mitternacht, wird ihr Wagen abgeschleppt. Als sie diesem hinterherläuft, verliert sie ihren Schuh, den Alex dann in einer Geste ähnlich der bei Aschenputtel (englisch „Cinderella“) anpasst. Zu gutem Schluss erscheint ihr Buch als „The Cinderella Pact“ unter ihrem richtigen Namen und wird ein Bestseller.

## Hintergrund
Der Film hatte seine Premiere am 30. Januar 2010 auf dem Fernsehsender Lifetime Television. In Deutschland erschien der Film am 2. Juli 2015 auf Blu-Ray und DVD über Tiberius Film.